# Palácio Carignano
| Imagem: Residências da Casa de Saboia | Palácio Carignano está incluído no sítio "Residências da Casa de Saboia", Património Mundial da UNESCO. |  |

QVI NACQVE VITTORIO EMANUELE II— Inscrição no cimo do palácio

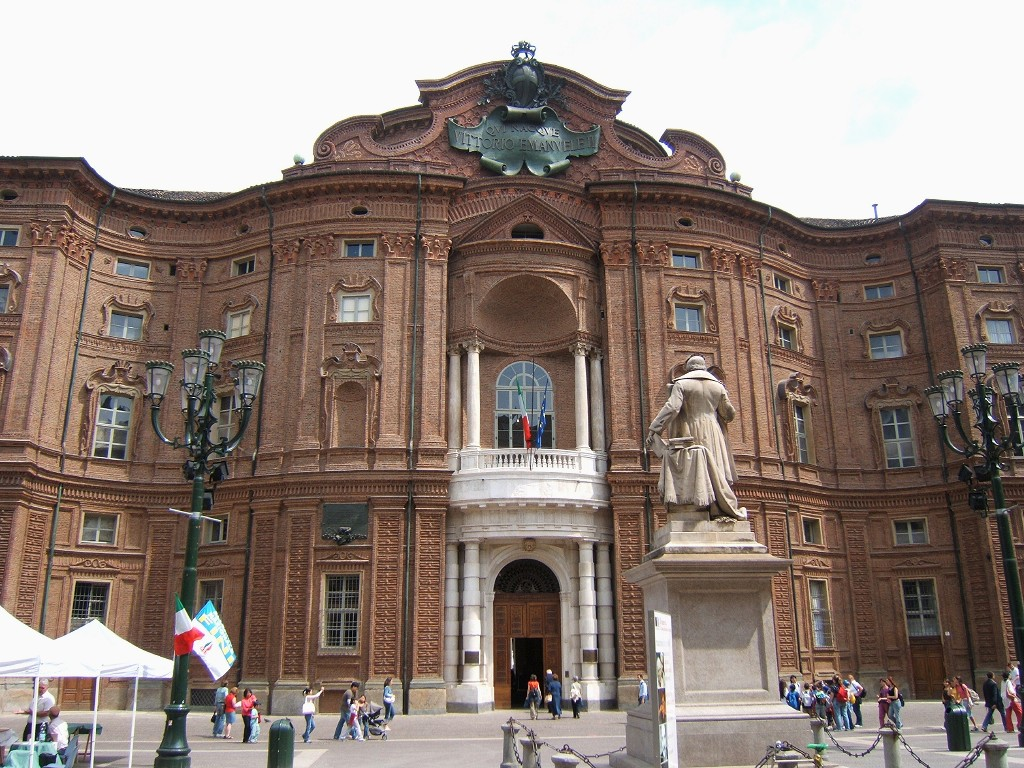
Fachada ondulada do Palazzo Carignano, por Guarino Guarini.

O Palazzo Carignano é um edifício histórico, constituído, em 1678 por dois corpos de fabrico diverso, situado no centro de Turim, Itália. Juntamente com o Palácio Real de Turim e o Palazzo Madama e Casaforte degli Acaja, faz parte dos mais importantes palácios históricos da cidade.
Hospeda actualmente o Museo nazionale del Risorgimento italiano. Nas proximidades encontram-se a Biblioteca Nazionale Universitaria e o Teatro Carignano. Desde Abril de 2006, o museu está fechado, por um período de cerca de três anos, para uma laboriosa intervenção de restauro e renovação.
O Palazzo Carignano faz parte do circuito de residências da Casa de Saboia no Piemonte, tendo sido proclamado Património da Humanidade pela UNESCO, em 1997, como parte do conjunto Residências da Casa de Saboia. 

## História e Arquitectura

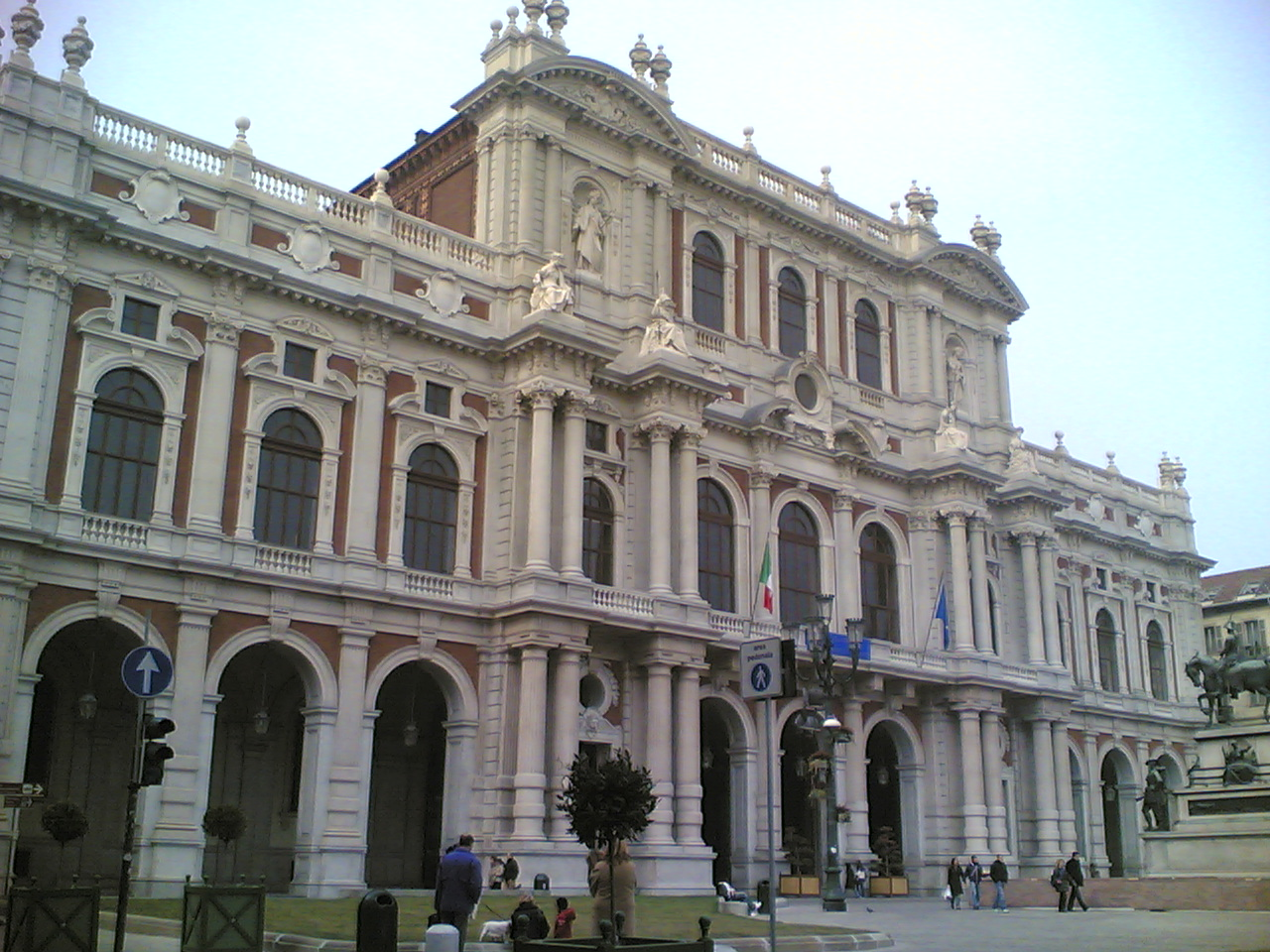
A oitocentista fachada posterior do Palazzo Carignano virada para a Piazza Carlo Alberto.

O edifício alinha-se face à Piazza Carignano e, com a fachada lateral do Palazzo dell'Accademia delle Scienze e as imponentes traseiras da Chiesa di San Filippo Neri, cria uma unidade arquitectónica de extraordinário valor. 
Na segunda metade do século XVII (1679-1684), Emanuele Filiberto (dito il Muto), dum ramo secundário da Casa de Saboia, os Saboia-Carignano, encomendou ao célebre abade, arquitecto e matemático Guarino Guarini (construtor da famosa Cappella della Sacra Sindone) um palácio para a sua própria família. Guarini projectou um esplêndido edifício no típico barroco piemontês, com uma singular estrutura: uma torre elíptica e ligeiramente retirada na fachada e duas alas laterais, desenvolvidas para formar um pátio quadrado completamente rodeado por corpos de edifícios. Na fachada principal, a elipse é distinguível por criar espaço sinuosamente, dando um magnífico efeito, uma vez que a fachada tem os tijolos à vista. Pelo contrário, do pátio interior a torre elíptica destaca-se entra as alas laterais, superando-as em altura.
As decorações da fachada do andar nobre (piano nobile), também esta em tijolo, apresentam referências a aventuras e empresas dos Carignano, incluindo, a vitória no Canadá contra os Iroqueses, conquistada ao lado dos franceses em 1667.
Os interiores são esplendidamente afrescados e decorados com estuque. Alguns afrescos são de Stefano Legnani, (dito il Legnanino).
No decurso dos trabalhos de ampliação empreendidos por Giuseppe Bollati, segundo um projecto de Gaetano Ferri, entre 1864 e 1871, foi construída a fachada posterior, na actual Piazza Carlo Alberto, em estilo ecléctico em pedra branco e estuque rosa, com faustosas lesenas e colunas, porticado no piso térreo e com balaustrada no telhado realçado ao centro.
Um grande adorno decorativo na fachada principal, incorporando a frase QVI NACQVE VITTORIO EMANVELE II ("Aqui nasceu Vítor Emanuel II"), foi acrescentado em 1884 por Carlo Ceppi, respeitando o estilo barroco com tijolos à vista.

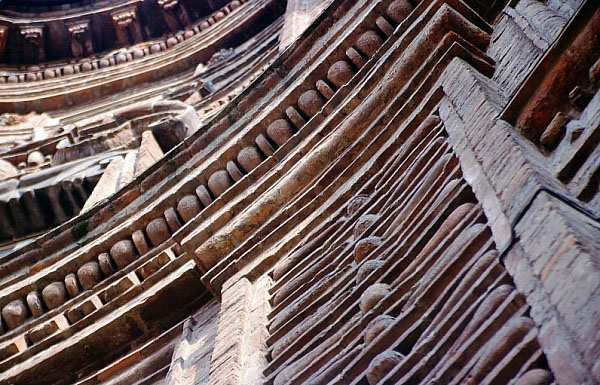
Detalhe da fachada ondulada do Palazzo Carignano.

Entre as figuras ilustres nascidas neste palácio encontra-se, também, Maria Teresa Luísa de Saboia (1749), mais tarde Princesa de Lamballe, a desgraçada confidente da Rainha Maria Antonieta.
Este palácio está ligado, sobretudo, à história do Risorgimento italiano. Na noite de 13 de Março de 1821, Carlos Alberto de Saboia-Carignano (nascido neste palácio) leu aqui, à luz das velas, a proclamação anunciado a Constituição de Espanha, uma Carta outorgada, semelhante à Constituição Espanhola de 1812. Com a subida ao trono, em 1831, e a sua consequente transferência para o Palazzo Reale di Torino, o Palazzo Carignano foi cedido ao Domínio público, para hospedar, pirmeiro, o Conselho de Estado e, depois, a Direcção dos Correios. Em 1848, o edifício foi destinado a sede da Câmara dos Deputados do Parlamento Subalpino e, para este uso, o arquitecto Carlo Sada modificou o esplêndido Salão de Festas no interior da torre elíptica.
Em 1861, com a abertura do primeiro Parlamento Italiano, a sala tornou-se demasiado pequena, sendo, assim, construído um edifício provisório no pátio, onde os deputados se reuniram até à transferência da capital para Florença, em 1864. As modernizações que se seguiram de modo a adequar a sala às exigências do Parlamento Italiano revelaram-se, portanto, inúteis.
Posteriormente hospedou numerosos institutos e associações culturais. Depois dum longo restauro, o palácio passou a acolher a Superintendência dos Bens Culturais e o Museo del Risorgimento.

## Museu Nacional doRisorgimento
Actualmente, o Palazzo Carignano alberga o Museo nazionale del Risorgimento italiano (em português: Museu Nacional do Ressurgimento Italiano). Trata-se de um dos mais importantes museus históricos italianos. É dedicado, como indica o seu nome, ao período histórico do Risorgimento, a unificação política da Itália, que aconteceu no século XIX.
A decisão de fundar o museu nasceu em 1878, poucos anos depois da unificação, mas só abriu a público no ano de 1908. Inicialmente esteve alojado na Mole Antonelliana, transferindo-se para este palácio em 1938.
Os objectos expostos são muito variados: armas, uniformes, documentos, manuscritos e obras figurativas. A exposição ocupa cerca de 3.000 metros quadrados, distribuidos por 26 salas, e cobre um período mais amplo que o Risorgimento en si: a narração inicia-se, de facto, no século XVIII e chega até finais da Segunda Guerra Mundial.